# Манипа (пролив)
Мани́па (индон. Selat Manipa) — пролив в акватории Малайского архипелага между индонезийскими островами Буру, находящимся с западной стороны, и группой островов, включающей Серам, Амбон, Манипа и др., находящейся с восточной стороны. Все острова, выходящие на пролив, относятся к Молуккским.
Соединяет моря Серам и Банда, относящиеся к акватории Тихого океана. Служит важным морским путём в южной части Моллукского архипелага.
В западных источниках иногда фигурирует как «пролив Буру» (англ. Buru Strait).

## Географическое положение

Физическая карта пролива Манипа и прилегающей акватории

Находится в южной части Молуккских островов, относящихся к Малайскому архипелагу. Соединяет находящееся с севера море Серам (индон. Laut Seram) с расположенным к югу морем Банда (индон. Laut Banda) — оба моря относятся к акватории Тихого океана.
В восточной части акватория пролива смыкается с акваториями проливов Келанг (индон. Selat Kelang) и Боано (индон. Selat Boano), отделяющими одноимённые острова от Серама. В проливе находится большое количество островков, крупнейшим из которых является Амбелау, расположенный в его юго-западной части.
Минимальная ширина около 26 км — между северо-восточной оконечностью Буру и западной оконечностью острова Манипа. Длина около 80 км. Весьма глубоководен — в середине пролива, к югу от острова Манипа глубины в некоторых местах превышают 4 км, достигая, по крайней мере, 4085 м.
В административном плане все острова, выходящие на пролив или находящиеся в нём, относятся к индонезийской провинции Малуку.
Наиболее крупные населённые пункты на восточном берегу — Намлеа (индон. Namlea), административный центр округа Буру, на восточном — Тумулеху-Алам (индон. Tumelehu Alam) на острове Манипа, Ваейосе (индон. Wae Jose) на острове Серам и Асилулу (индон. Asilulu) на острове Амбон.

## Природные условия

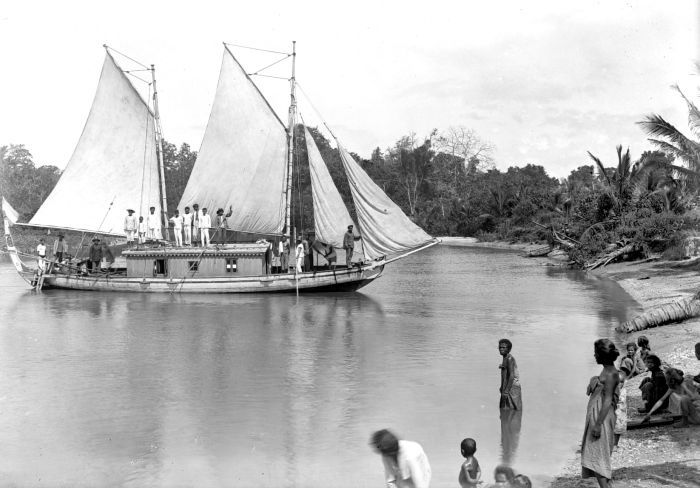
Парусник в одной из серамских бухт пролива Манипа. Фотография начала XX века

Экосистема в целом идентична экосистемам прилегающих акваторий морей Серам и Банда. Температура воды на поверхности около 27-28°C, не подвержена существенным сезонным колебаниям. Солёность воды порядка 34—35 ‰. Незначительное опреснение может наблюдаться в западной части, непосредственно примыкающей к северо-восточной оконечности Буру, в частности, в заливе Каели, принимающем воды относительно крупной реки Апо.
В проливе зафиксированы сильные морские течения, динамика которых в значительной степени определяется муссонными ветрами. В северной части их скорость может достигать 5,5 км/ч, в южной — 1,8 км/ч. В прибрежных частях пролива имеются крупные коралловые рифы.
Относится к сейсмически активной зоне. В проливе и окружающей его акватории периодически фиксируются подземные толчки. Последнее (на октябрь 2014 года) серьёзное землетрясение — магнитудой 6,4 по шкале Рихтера — произошло здесь 14 марта 2006 года. В результате толчков и последовавшего за ними цунами пострадало 6 населённых пунктов на восточном побережье острова Буру. Наиболее серьёзные разрушения произошли в деревне Па́ле (индон. Pale), где погибло три человека и было разрушено не менее 166 домов.

## Транспортное и хозяйственное значение
Благодаря значительным глубинам и благоприятным навигационным условиям пролив Манипа исторически служит важным морским путём в этой части Малайского архипелага. Им активно пользовались европейские колонизаторы при освоении Молуккских островов, а позднее — европейские научные экспедиции.
Во время Второй мировой войны пролив, благодаря своим большим глубинам, служил одним из основных маршрутов передвижения подводных лодок военно-морских сил США и Японии, курсировавших в этом районе. Непосредственно в проливе неоднократно происходили морские бои.
В настоящее время судоходство остается весьма оживлённым, хотя во время сильных ветров мелкие суда часто проходят из моря Серам в море Банда через более спокойный пролив Келанг.
Воды пролива достаточно богаты рыбой. Основные промысловые виды — тунец, сардина, ставрида. Берега в хозяйственном плане освоены незначительно. С конца XX века местами небольшое развитие получает морской туризм, в частности, в создаваемой на восточном побережье Буру зоне отдыха Васпаит.